# Coenosia tendipes
Coenosia tendipes är en tvåvingeart som beskrevs av Huckett 1965. Coenosia tendipes ingår i släktet Coenosia och familjen husflugor. Inga underarter finns listade i Catalogue of Life.